# Seymouria
Seymouria je vyhynulý rod čtyřnožce ze skupiny Seymouriamorpha, jenž žil během spodního permu v Severní Americe a Evropě. Ačkoli se v obecném slova smyslu jednalo o obojživelníka, šlo o zvíře dobře přizpůsobené životu na souši, jež neslo mnoho plazích rysů – zpočátku tak byla Seymouria považována za primitivního plaza. Nejlépe prozkoumané jsou druhy Seymouria baylorensis a Seymouria sanjuanensis. Typový druh S. baylorensis je robustnější a vykazuje odvozenější rysy, jeho fosilie ale pocházejí pouze z Texasu. Menší druh S. sanjuanensis byl naproti typovému druhu hojnější a rozšířenější, známý z mnoha dobře zachovalých fosilií, včetně šesti koster odkrytých v souvrství Cutler v Novém Mexiku nebo vedle sebe nalezeného páru dospělců ze souvrství Tambach v Německu.
V první polovině 20. století byla Seymouria považována za jednoho z nejstarších a nejprimitivnějších známých plazů. Tehdy známým raným plazům, například zástupcům čeledi Captorhinidae, se podobala celkovým tvarem těla, jakož i určitými charakteristikami končetin, pánevního pletence a lebky. Mohutné končetiny a páteř svědčily pro primárně suchozemský způsob života. V 50. letech 20. století však došlo k popsání zkamenělých pulců rodu Discosauriscus, který taktéž náleží mezi Seymouriamorpha. Přítomnost larválního stádia žijícího ve vodě ukazuje, že Seymouria nepředstavovala pravého plaza, ale spíše obojživelníka v tradičním, parafyletickém smyslu tohoto termínu. I některé novější studie stále podporují hypotézu, že Seymouriamorpha představují skupinu blízce příbuznou plazům (resp. blanatým). V takovém případě by Seymouria vystupovala jako přechodná fosilie dokumentující evoluci plazích kosterních rysů ještě před vznikem amniotického vejce. Podle alternativní hypotézy však může jít pouze o jednoho z kmenových čtyřnožců, jenž má pro pochopení evoluce skupiny Amniota jen malý význam.